# モンク・イーストマン

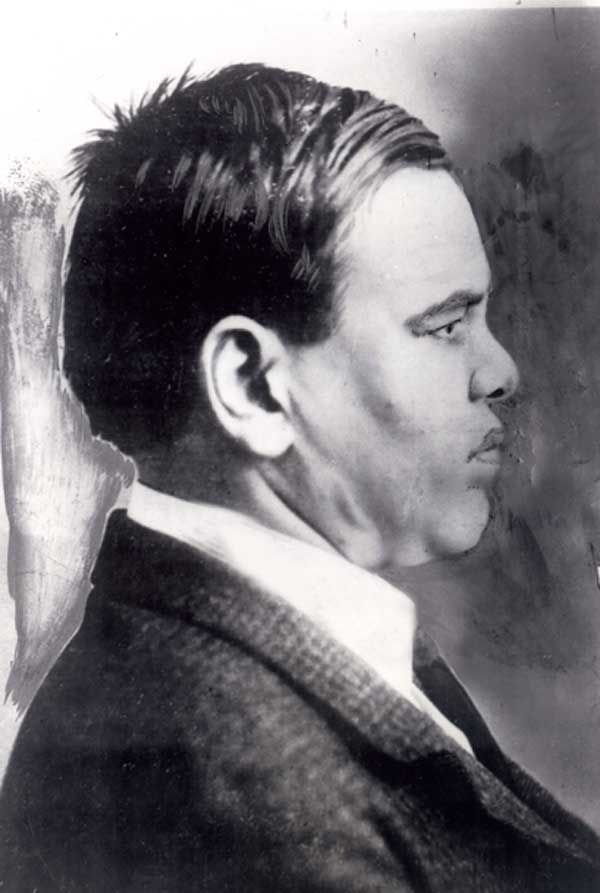
モンク・イーストマン

モンク・イーストマン（Monk Eastman、1875年 - 1920年12月26日）は、ニューヨークのユダヤ系ギャング。本名はエドワード・オスターマン（Edward Osterman）。これ以外にもジョーゼフ・"ジョー"・モリス（Joseph "Joe" Morris）、ジョー・マーヴィン（Joe Marvin）、ウィリアム・"ビル"・ディレイニー（William "Bill" Delaney）、エドワード・"エディ"・ディレイニー（Edward "Eddie" Delaney）など多数の偽名を使っていた。曲がった鼻とつぶれた耳と全身に傷があることで知られていた。

## 来歴

### イーストマンズ
ブルックリン生まれ。親は中堅レストラン経営者。1895年ごろニューヨーク市のロウアーマンハッタンに移住した。ブルーム・ストリートの有名クラブ、ニューアーヴィング・ダンスホールの武装用心棒を務め、先端に刻みをいれた4本足の警棒を持ってホールを周回していたと言われる。その威圧的な風貌と体躯からすぐにギャングのリーダーになった。収入は、賭けトランプ、管理売春、各地のスリや略奪犯罪からの上納金、政治組織タマニーホールへの武力サービスなどで、構成員は一時1100人以上に膨張した。彼のギャングはイーストマンズと呼ばれた。リチャード・フィッツパトリック、マックス・ツヴェルバッハ、ジャック・ゼリグなどを部下に持っていた。
労働運動に最初に介入したギャングの一人といわれている。手下を使いストライキをする労働者やスト破りをする者を病院送りにした。誰を襲うかは誰が多くイーストマンに金を多く払ったかによって決まった。
腐敗した民主党政治団体"タマニー・ホール"は、選挙の時期になると、1200名以上のイーストマン一派による"Get out the Vote"運動（有権者を選挙に行かせる運動）に依存するのが常だった。同一人による複数投票などの不正投票を指揮し、政敵の支持者を痛めつけるなど武力サービスを請け負った。その見返りに裁判でタマニー系の弁護士がメンバーの殺人以外の犯罪もみ消しに協力した。
アジトはニューアーヴィングホールの他、シルバーダラーズという酒場を使い、後者はタマニー協会とのビジネス会談に利用された。ブルーム・ストリートでペットショップを開いていたが　ギャング稼業が本格化した後も店を続けた。

### ライバル抗争
イーストマンは、イタリア系のファイブ・ポインツ・ギャングと激しい縄張り争いを繰り広げた。1902年9月29日、イーストマンズ総勢60人がファイブ・ポインツの縄張りに侵入し、ガンファイトになった。17人が逮捕され、リボルバー15個、ナイフ8個、ブラックジャック3つを押収した。1902年10月4日、ファイブ・ポインツのガンマン35人が9月29日の仕返しでイーストマンズのサフォーク通りのアジトを急襲し、2階のビリヤード場に駆け上がった。流血のガンファイトの結果、数人が怪我した。29人が逮捕された。同年10月、タマニーホールのトム・フォーリーの仲介でファイブ・ポインツと平和協定を結んだ。
1903年9月にはポール・ケリーが率いるギャングとリヴィングトンで派手な銃撃戦を繰り広げた。
1904年に傷害罪で逮捕され、10年刑で収監された。モンク収監後のイーストマンズのボスの座は、マックス・ツヴェルバッハが継いだ。

### 従軍と戦功
5年服役後の1909年に出所すると、組織を継いだマックス・ツヴェルバッハは既に死に、組織は小集団に分裂し、彼の命令を聞く者はいなかった。往時のギャングリーダーに戻れないまま、小物の泥棒稼業を始め、強盗やアヘン密売で数回服役した（1912年、内紛でボスを亡くしたイーストマンズに一時復帰した）。
1917年、43歳のとき、第一次世界大戦に際して米国陸軍第27部隊の第106歩兵隊"オライアンズ・ラフネックス"に入隊し、フランスでドイツ相手に最前線を死守した。敵の砲台陣地を撃破し、負傷した味方を助けに危険な場所に飛び込むなど活躍した。1919年、終戦で除隊しアメリカに戻ると、戦争の英雄として迎えられた。軍同僚は、モンクの「最高レベルの勇敢さと忠誠」を称えて署名活動を展開し、失っていた市民権をニューヨーク州知事アル・スミスにより、回復された。

### 最期
1920年12月26日早朝4時過ぎ、ロウアー・マンハッタン14丁目の路上で何者かに5発の銃弾を浴びて殺害された。深夜から明け方までユニオンスクエアの酒場で仲間6人と飲んで、解散した後に銃撃が起こった。言い伝えでは、飲み会に参加していたとされる酒密造取締官ジェリー・ボーハンと金のことで揉めて、その場を去るボーハンを追いかけて泥棒呼ばわりしたためボーハンに撃たれたという。イーストマンがひどく酔っ払い、侮辱の暴言を発しながらボーハンに近づきコートの内側ポケットに手を伸ばしたため、ボーハンは自分の銃を先に抜いた、とも言われた。ボーハンはイーストマンらギャングのスピークイージーの上がりから賄賂を取っていたとも噂された。
3日後、ボーハンが自ら殺害犯を名乗り出頭した。殺害理由が明らかにされなかったが、第1級殺人罪で有罪となり、最長10年刑でシンシン刑務所に送られた。しかしモンクの死に多くの不審点があるとして審理差戻しになり、ボーハンは17か月後に釈放された。モンクは除隊後、再び犯罪稼業に戻ったと警察は見ていたが、真相は闇に葬られた。
家族が遺体を認めながら葬式を拒否したため、軍友が再び動いた。「大統領より国に貢献したこの男に、国民は報いていないどころかギャング呼ばわりしている。我々は、アメリカを救ったその貢献にふさわしい葬式で送ってやるべきだ」と新聞にメッセージを載せ、葬式の募金を募った。12月30日、葬儀の行進を1万人の群衆が見守る中、軍葬の礼によりサイプレス・ヒル墓地へ埋葬された。棺のシルバープレートに「Our Lost Pal, Gone But Not Forgotten」と刻まれた。

## エピソード
- 100匹以上の猫や鳥を飼っており、大の動物好きだった[2]。
- もじゃもじゃ頭で、いつも鳩を連れて街を練り歩いた[3]。

## 関連作品
1933年、ホルヘ・ルイス・ボルヘスがイーストマンを題材にして短篇「不正調達者 モンク・イーストマン」（『汚辱の世界史』所収）を書いている。